# Chandler Bing
Chandler Muriel Bing je izmišljeni lik iz NBC-ove TV serije Prijatelji, kojeg glumi Matthew Perry.

## Opis lika
U televizijskoj seriji, lik Chandler Muriel Bing rođen je 8. travnja 1968. godine.
Majka mu je spisateljica erotskih romana, a otac zvijezda Las Vegasa škotskoga podrijetla. Potječe iz imućne obitelji, koja ima poslugu u kući. Chandlerovi roditelji najavili su svoj razvod tijekom Dana zahvalnosti, kada je Chandler imao 9 godina, zbog čega više ne slavi taj blagdan u odrasloj dobi. Počeo je pušiti u dobi od 9 godina, zbog njihova razvoda.
Chandleru je sustanar na fakultetu bio Ross Geller. Za vrijeme proslave Dana zahvalnosti s obitelji Geller tijekom svoje prve godine na fakultetu upoznao je Rossovu sestru Monicu, svoju kasniju suprugu i njenu prijateljicu Rachel. Kasnije se preselio u Apartman #19 u Greenwich Villageu, na Manhattanu, preko puta Monice Geller i njene sustanarke Phoebe Buffay. Chandlerov sustanar bio je Joey Tribbiani (glumac u sapunicama i talijanskoga porijekla). Svi oni zajedno, uz Rossa i Rachel postali su dobri prijatelji, koji se međusobno posjećuju u svojim apartmanima ili odlaze u omiljeni caffe bar „Central Perk“.